# 2020 AFCフットサル選手権
2020 AFCフットサル選手権は、2020年12月2日から13日までクウェートで行われる予定だった16回目のAFCフットサル選手権である。当初は2020年2月26日 - 3月8日にトルクメニスタンで開催される予定だったが、COVID-19流行の影響で2020年3月に2020年8月5日 - 16日に延期することを発表。2020年7月に2020年11月4日 - 15日に再度延期。さらに2020年9月10日、AFCは2020年12月2日 - 13日に開催地をクウェートに変更して行われることを発表した。しかしクウェートでの新型コロナウィルスの急増により、2020年10月15日に開催を2021年に再延期することを発表。新たな日程を2021年3月23日 - 4月3日に行うことを発表した。しかし2021年1月25日にAFCは開催中止を発表。2022年にクウェートで改めて開催することを発表した。
この大会は2021年9月にリトアニアで行われる2021 FIFAフットサルワールドカップ（当初は2020年に開催予定だったが、COVID-19の影響で開催延期）の予選も兼ねており、上位5ヶ国に出場権が与えられる予定であった。これが中止となったため、ワールドカップのアジアからの出場チームは推薦とプレーオフによって決定された（後述）。

## ドロー
抽選は2019年12月6日にトルクメニスタンのアシガバートで行われた。
| ポット1                                                   | ポット2                                 | ポット3                                         | ポット4                                               |
| --------------------------------------------------------- | --------------------------------------- | ----------------------------------------------- | ----------------------------------------------------- |
| トルクメニスタン (hosts) · イラン · 日本 · ウズベキスタン | レバノン · ベトナム · バーレーン · タイ | キルギス · タジキスタン · 中華人民共和国 · 韓国 | サウジアラビア · インドネシア · クウェート · オマーン |

## 日程

### グループリーグ
日時は全て現地時間（UTC+3:00）。

#### グループA
| 順 | チーム           | 試 | 勝 | 分 | 敗 | 得 | 失 | 差 | 点 |
| -- | ---------------- | -- | -- | -- | -- | -- | -- | -- | -- |
| 1  | トルクメニスタン | 0  | 0  | 0  | 0  | 0  | 0  | 0  | 0  |
| 2  | ベトナム         | 0  | 0  | 0  | 0  | 0  | 0  | 0  | 0  |
| 3  | タジキスタン     | 0  | 0  | 0  | 0  | 0  | 0  | 0  | 0  |
| 4  | オマーン         | 0  | 0  | 0  | 0  | 0  | 0  | 0  | 0  |

#### グループB
| 順 | チーム     | 試 | 勝 | 分 | 敗 | 得 | 失 | 差 | 点 |
| -- | ---------- | -- | -- | -- | -- | -- | -- | -- | -- |
| 1  | 日本       | 0  | 0  | 0  | 0  | 0  | 0  | 0  | 0  |
| 2  | レバノン   | 0  | 0  | 0  | 0  | 0  | 0  | 0  | 0  |
| 3  | キルギス   | 0  | 0  | 0  | 0  | 0  | 0  | 0  | 0  |
| 4  | クウェート | 0  | 0  | 0  | 0  | 0  | 0  | 0  | 0  |

#### グループC
| 順 | チーム         | 試 | 勝 | 分 | 敗 | 得 | 失 | 差 | 点 |
| -- | -------------- | -- | -- | -- | -- | -- | -- | -- | -- |
| 1  | ウズベキスタン | 0  | 0  | 0  | 0  | 0  | 0  | 0  | 0  |
| 2  | バーレーン     | 0  | 0  | 0  | 0  | 0  | 0  | 0  | 0  |
| 3  | 中華人民共和国 | 0  | 0  | 0  | 0  | 0  | 0  | 0  | 0  |
| 4  | インドネシア   | 0  | 0  | 0  | 0  | 0  | 0  | 0  | 0  |

#### グループD
| 順 | チーム         | 試 | 勝 | 分 | 敗 | 得 | 失 | 差 | 点 |
| -- | -------------- | -- | -- | -- | -- | -- | -- | -- | -- |
| 1  | イラン         | 0  | 0  | 0  | 0  | 0  | 0  | 0  | 0  |
| 2  | タイ           | 0  | 0  | 0  | 0  | 0  | 0  | 0  | 0  |
| 3  | 韓国           | 0  | 0  | 0  | 0  | 0  | 0  | 0  | 0  |
| 4  | サウジアラビア | 0  | 0  | 0  | 0  | 0  | 0  | 0  | 0  |

## 2021 FIFAフットサルワールドカップ出場チームの決定
2020 AFCフットサル選手権が中止となったため、2021 FIFAフットサルワールドカップの出場チームは以下の方式で決定された。
- まず、以下の基準でチームを選定する。
  - 前回（2018年）大会の上位5チーム
  - 直近3大会の成績のポイントによる上位5チーム
- この結果、双方の基準で上位3位に入った イラン・ 日本・ ウズベキスタンにワールドカップ出場権を与える。
- またこの結果、一方の基準のみで選定された イラク・ レバノン・ タイ・ ベトナムは2チームずつに分かれてのプレーオフを行い、勝利したチームがワールドカップ出場権を得る。

プレーオフの結果、 タイ・ ベトナムがワールドカップ出場権を得た。
| チーム #1 | 合計      | チーム #2 | 第1戦 | 第2戦 |
| --------- | --------- | --------- | ----- | ----- |
| レバノン  | 1 - 1 (a) | ベトナム  | 0 - 0 | 1 - 1 |
| イラク    | 2 - 11    | タイ      | 2 - 7 | 0 - 4 |

※試合は全試合ホールファカン・フットサルクラブホール（アラブ首長国連邦・シャールジャ）で開催されたものの、アウェーゴールルールは適用するものとされた。